# مرکز پزشکی ایزمیرلیان
مرکز پزشکی ایزمیرلیان (ارمنی: Իզմիրլյան բժշկական կենտրոն) یک مرکز پزشکی و بنیاد تحقیقاتی که در ناحیه کاناکر زیتون ایروان پایتخت ارمنستان واقع شده‌است. این مرکز در سال ۱۹۸۶ گشایش یافته‌است و تحت نظارت Mother See of Holy Etchmiadzin فعالیت می‌کند. بین سال‌های ۱۹۹۸ و ۲۰۰۰، بازسازی بخش جراحی پلاستیک و دیگر بخش‌های تخصصی جراحی این مرکز توسط «اتحادیه خیریه ارمنیان» مستقر در نیویورک صورت گرفت. در سال ۲۰۱۳، این مرکز با کمک‌های بنیاد خانواده ایزمیرلیان به‌طور کامل گسترش یافت و ۱۲ میلیون دلار آمریکا برای روند بازسازی و ساخت و ساز یک بنای جدید اختصاص داده شد.

## خدمات
با ظریفت ۱۳۹ تخت، هم‌اکنون این مرکز و پژوهشگاه در ۱۵ بخش فعالیت می‌کند:
- کولوپروکتولوژی
- پروکتولوژی عمومی
- ارتوپدی و تروماتولوژی ورزشی
- جراحی عمومی و لاپاراسکوپی
- پزشکی مجاری ادراری
- پزشکی گوش و حلق و بینی / جراحی پلاستیک، جراحی دهان و فک و صورت
- آندوسکوپی و reconstructive پزشکی زنان
- هوش‌بری، توانبخشی و بخش مراقبت‌های ویژه
- جراحی قلب
- جراحی قلب و سینه
- جراحی عروق
- جراحی رباتیک
- خون‌شناسی
- سی‌تی اسکن
- ام‌آرآی
- تشخیص مشاوره
- آزمایشگاه

## یادداشت
1. ↑  Izmirlian Medical Center